# 啾！啾！啾！
《啾！啾！啾！》（日語：チェッ！チェッ！チェッ！）是日本女性歌手岩崎良美的第22張單曲。1986年6月5日由Canyon Record（今Pony Canyon）發行。

## 解說
A面歌曲「啾！啾！啾！」曾被選為富士電視台電視動畫《鄰家女孩》的第3期（第57話－第79話）片頭主題曲使用，同時也被該播放電視台的晚間新聞節目《FNN Super Time》內的體壇單元「尋找小南」擷取前奏部分使用。
至於B面歌曲「約定」同樣也被同名電視動畫選為第3期後半（第63話－第79話）片尾主題曲使用。

## 收錄歌曲
所有歌曲由康珍化作詞，芹澤廣明作曲、編曲。
1. 啾！啾！啾！（チェッ！チェッ！チェッ！）
  - 富士電視台電視動畫《鄰家女孩》第3期片頭主題曲
2. 約定
  - 富士電視台電視動畫《鄰家女孩》第3期後半片尾主題曲

## 相關項目
- 1986年歌曲（日语：1986年の音楽）